# Тадеуш Конвіцький
Таде́уш Конві́цький (пол. Tadeusz Konwicki; 22 червня 1926, містечко Нова Вілейка (тепер частина Вільнюса) — 7 січня 2015) — польський письменник, кіносценарист і кінорежисер.

## Життєпис
Дитинство та юність провів у Вільнюсі, ходив до місцевої гімназії. Після німецької окупації продовжував освіту підпільно. 1944 року вступив до Армії Крайової, брав участь в акціях «Буря» та «Гостра брама». Після приходу радянської армії був експатрійований до Польщі.
Весною 1945 року переїхав до Кракова, вступив у Яґеллонський університет. Розпочав журналістську кар'єру в тижневику «Odrodzenie». 1947 року переїхав до Варшави, щоб продовжувати свою роботу в журналі.
1948 року закінчив написання спогадів про підпілля, які були опубліковані аж 1956 року.
В 1952—1966 роках був членом Польської об'єднаної робітничої партії. 1966 року його виключили з партії.
В цей час він опинився на посаді літературного керівника Кінооб'єднання «Kadr», яка об'єднала багатьох видатних представників польської школи кіно, до якої зараховують і його.
У 1972—1977 роках Конвіцький був режисером кіногрупи «Pryzmat», а після її ліквідації приєднався до кіногрупи «Perspektywa».

## Літературний доробок
- Przy budowie (1950)
- Godzina smutku (1954)
- Władza (1954)
- Rojsty (1956)
- Z oblężonego miasta (1954)
- Dziura w niebie (1959)
- Sennik współczesny (1963)
- Wniebowstąpienie (1967)
- Zwierzoczłekoupiór (1969)
- Nic albo nic (1971)
- Kronika wypadków miłosnych (1974), укр. переклад 2012
- Kalendarz i klepsydra (1976)
- Kompleks polski (1977)
- Mała Apokalipsa (1979, Маленький апокаліпсис
- Wschody i zachody księżyca (1982)
- Rzeka podziemna (1984),
- Nowy Świat i okolice (1986)
- Bohiń (1987)
- Zorze wieczorne (1991)
- Czytadło (1992)

## Українські видання
- Хроніка любовних подій (Львів: Урбіно, 2012), переклала Божена Антоняк[1]
- Маленький Апокаліпсис (Львів: Урбіно, 2015), переклала Божена Антоняк[2]

## Доробок в кіно
- Kariera — сценарій, разом з Казімежом Сумерським (1954)
- Zimowy zmierzch — сценарій (1956)
- Ostatni dzień lata — сценарист і режисер (1958)
- Matka Joanna od Aniołów — сценарій на основі оповідання Ярослава Івашкевича, разом з Єжи Кавалеровичом.(1960)
- Zaduszki — сценарист і режисер (1961)
- Matura, сценарист і режисер(1965)
- Faraon — сценарій на основі роману «Фараон» Болеслава Пруса, разом з Єжи Кавалеровичом. (1965)
- Salto — сценарист і режисер (1965)
- Jowita — сценарій на основі роману Станіслава Диґати «Діснейленд» (1967)
- Jak daleko stąd, jak blisko — сценарист і режисер (1971)
- Austeria — сценарій на основі оповідання Юліана Стрийковського, разом з Єжи Кавалеровичом та Юліаном Стрийковським. (1982)
- Dolina Issy — сценарій на основі роману Чеслава Мілоша, режисерська робота. (1982)
- Kronika wypadków miłosnych — сценарій, кастинг акторів (1985)
- Lawa — сценарій на основі вистави Адама Міцкевича «Дзяди», режисерська робота (1989)

## Нагороди
- Премія Фундації ім. Косцєльських (1964)